# Ганнес Раффаседер
Ганнес Раффаседер (нім. Hannes Raffaseder, 15 січня 1970, Фрайштадт) — австрійський композитор, звукоінженер.

## Життєпис
Вивчав техніку зв'язку в Технічному університеті (Відень), навчався композиції, імпровізації, фортепіано та комп'ютерній музиці в університеті музики й виконавського мистецтва (Відень).
З 1998 р. — художній керівник Форуму композиторів у Міттерзіллі, у 2000 р. заснував імровізаційний дует SNAIL (разом з Марпном Паркером), у 2002 р. розробив концепцію Cepii концертів без Кордонів (grenzenLOS) для Дому Брукнера у м. Лінц, з 2004 р. — художній керівник лейблу «einkiang records».
З 2004 p. — доцент Інституту телекомунікацій та медіа у м. Санкт-Пелтен, з 2005 р. — куратор «Звукові вежі» у м. Санкт-Пелтен, з 2005 р. — керівник дослідницького проекту «AllThatSounds — асоціативно-семантичне поєднання аудіо даних», з 2007 р. — керівник інституту створення медіа при інституті телекомунікацій та медіа у м. Санкт Пелтен.
Г. Раффаседер робив численні доповіді на міжнародних конференціях, отримував відзнаки та стипендії, є автором фахового посібника «Audiodesign» та багатьох статей про акустичне оформлення медіа.
Музика Ганнеса Раффаседера часто виконується на концертах сучасної музики, зокрема у: «Konzerthaus» (Відень), Санкт-Петербурзькій філармонії, «Leighton House» (Лондон), Чеській філармонії «Rudolphinum» (Прага), «Museo dAmparo» (Мексика), «Cabaret Voltaire» (Цюрих), SARC (Белфаст), «Teatro de Colon» (Буенос Айрес), «Mozarteum» (Зальцбург), «Brucknerhaus» (Лінц), «Karajan Center» (Відень). В Україні музика Г.Раффаседера звучала у виконанні ансамблю «Нова музика в Україні» у лютому 2008 року в Києві та Донецьку.
Композитор — постійний учасник міжнародних фестивалів з медіа арту (наприклад: Mediennacht у м. Брауншвейг, cynetARTy м. Дрезден, Sonorities ум. Белфаст, Dialogue festival у м. Единбург, transNATURALE у Саксонії, Festival phonotaktik у м. Шдень). Окрім інструмеитальних та вокальних творів, що частково вийшли друком у музичному видавництв1 «Dohlinger» (Відень), важливу складову його творчості утворюють різномаштні мультимедіа проекта (зокрема у співпраці з фотографом та медіа-митцем Куртом Гербстом). У сфері електронної музики Г. Раффассдер працює у дуеті SNAIL (разом з британським композитором Мартіном Паркером) в перш чергу над новими можливостями використання трансформації звуку в реальному часі.

## Джерело і посилання
- Програмка концерту ансамблю «Нова музика в Україні»
- Персональна сторінка композитора [Архівовано 5 березня 2008 у Wayback Machine.]
- Der Musikverlag Doblinger [Архівовано 20 серпня 2011 у Wayback Machine.](англ.)